# Jonas L.A.
Jonas L.A., voorheen Jonas, is een Amerikaanse televisieserie van Walt Disney uit 2009 bedacht door Roger S.H. Schulman en Michael Curtis, met in de hoofdrol de Jonas Brothers. De broers verschijnen in de serie als de "Lucas Brothers", de drie leden van de fictieve band "JONAS" die een normaal leven proberen te leiden.

## Geschiedenis
De pilotaflevering zou worden gefilmd in 2007, maar door een schrijversstaking werd het filmen verplaatst naar januari 2008. Later werd dit opnieuw verplaatst, nu naar september 2008. Een preview van Jonas werd uitgezonden door Disney Channel op 23 december 2008 tijdens "Disney Channel's Totally New Year".
De eerste aflevering werd in de Verenigde Staten uitgezonden op Disney Channel op 2 mei 2009 en was al eerder te zien op 25 april 2009 op Disney Channel On-Demand. In Nederland en België werd de serie voor het eerst in de tweede helft van 2009 uitgezonden, eveneens op Disney Channel.
Het tweede seizoen ging in de VS op 20 juni 2010 van start onder de titel Jonas L.A. Vanaf 27 augustus 2010 werd dit seizoen uitgezonden op Disney Channel Nederland/Vlaanderen. Op 8 november liet Disney Channel weten dat de rest van Jonas L.A. was geannuleerd: het tweede seizoen werd na 13 afleveringen niet verlengd en er kwam ook geen derde seizoen meer. Dit kwam doordat het verhaallijn van Jonas L.A. niet aansloot op de afleveringen daarvoor, wat tot verwarring bij de kijker en kritiek leidde.
Jonas L.A. was de eerste Disney Channel-serie sinds Phil of the Future die niet voor een live publiek werd gespeeld. De serie speelt zich af in New Jersey en werd opgenomen in de Hollywood Center Studios.

## Plot
De serie draait om de broertjes Jonas (Kevin Jonas, Joe Jonas en Nick Jonas). In het eerste seizoen wonen ze in een brandweerkazerne en spelen in een band: JONAS. De naam komt van de straat waarin ze wonen. In hun woonplaats beleven ze lachwekkende dingen zoals: het vuilnis niet buiten kunnen zetten vanwege de fans die het huis omringen, een supriseparty voor Stella en een vierde JONAS-lid. Kevin, Joe en Nick hebben twee goede vriendinnen op hun school zitten: Stella Malone (Chelsea Staub) en Macy Misa (Nicole Anderson).
In het tweede seizoen gaan de broertjes op zomervakantie in Los Angeles. Ook Macy en Stella gaan mee, samen met de tante van Stella, Lisa (Beth Crosby). Al in de eerste aflevering worden de broertjes 'lastiggevallen' door een buurjongen, Dennis Zimmer (Adam Hicks).

## Rolverdeling

### Vaste cast
| Acteur/actrice  | Personage     | Status            |
| --------------- | ------------- | ----------------- |
| Kevin Jonas     | Kevin Lucas   | 2009-2010         |
| Joe Jonas       | Joe Lucas     | 2009-2010         |
| Nick Jonas      | Nick Lucas    | 2009-2010         |
| Chelsea Staub   | Stella Malone | 2009-2010         |
| Nicole Anderson | Macy Misa     | 2009-2010         |
| John Ducey      | Tom Lucas     | 2009, 2010 (gast) |

### Terugkerende rollen
| Acteur/actrice     | Personage      | Status     |
| ------------------ | -------------- | ---------- |
| Frankie Jonas      | Frankie Lucas  | 2009, 2010 |
| Robert Feggans     | Big Man        | 2009, 2010 |
| Rebecca Creskoff   | Sandy Lucas    | 2009       |
| Chuck Hittinger    | Van Dyke Tosh  | 2009       |
| Tangelina Rouse    | Mrs. Snark     | 2009       |
| Adam Hicks         | Dennis Zimmer  | 2010       |
| Abby Pivaronas     | Vanessa Paige  | 2010       |
| Beth Crosby        | Lisa Malone    | 2010       |
| Debi Mazar         | Mona Klein     | 2010       |
| China Anne McClain | Kiara Tyshanna | 2010       |

## Afleveringen
| Seizoen   | Afleveringen | Uitgezonden in de Verenigde Staten | Uitgezonden in Nederland |
| --------- | ------------ | ---------------------------------- | ------------------------ |
| Seizoen 1 | 21           | 2009-2010                          | 2009-2010                |
| Seizoen 2 | 13           | 2010                               | 2010-2011                |